# Sphecodes bogotensis
Sphecodes bogotensis is een vliesvleugelig insect uit de familie Halictidae. De wetenschappelijke naam van de soort is voor het eerst geldig gepubliceerd in 1922 door Meyer.